# Hermann Lebert

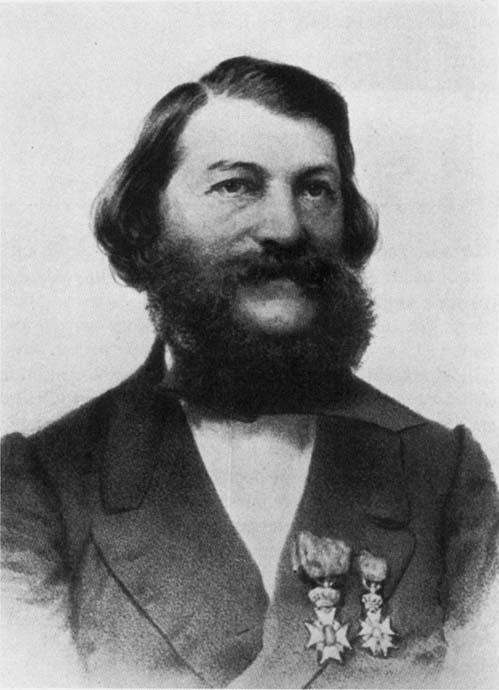
Hermann Lebert

Hermann Lebert, właśc. Hermann Lewy lub Levay (ur. 9 czerwca 1813 we Wrocławiu, zm. 1 sierpnia 1878 w Bex) – niemiecki lekarz, badacz owadów, pajęczaków i krocionogów.

## Życiorys
Urodził się 9 czerwca 1813 roku we Wrocławiu jako syn Isidora Jakoba Leberta i Johanny z domu Fanty. Studiował medycynę i nauki przyrodnicze na Uniwersytecie w Berlinie, a potem w Zurychu u Johanna Lukasa Schönleina. Tytuł doktora medycyny otrzymał w Zurychu w 1834 roku na podstawie dysertacji „De gentianis in Helvetia sponte nascentibus”. Następnie podróżował po Szwajcarii i prowadził badania botaniczne. Przez półtora roku studiował w Paryżu, gdzie jego nauczycielami byli Guillaume Dupuytren i Pierre Charles Alexandre Louis. W 1838 osiadł w Bex. Od 1842 do 1845 prowadził badania z zakresu anatomii porównawczej, którą zainteresował się gdy jako student podróżował do Normandii i na Wyspy Normandzkie z Charlesem Philippe Robinem. Na zamówienie rządowe zbierał okazy do Musée Orfila. Po pobycie w Berlinie w zimie 1845/1846 roku osiadł w Paryżu, gdzie praktykował i prowadził badania naukowe. W 1853 przyjął ofertę katedry medycyny klinicznej Uniwersytetu w Zurychu. Po sześciu latach objął katedrę na Uniwersytecie we Wrocławiu. W latach 1865–1878 był członkiem honorowym Poznańskiego Towarzystwa Przyjaciół Nauk.
Ożenił się z Isaline Cécile Henriette Fayod, córką Paula Henri François Rodolphe. W 1869 roku opublikował autobiografię.
W 1874 roku powrócił do Bex, gdzie zmarł w 1878 roku. Wspomnienie o nim ukazało się w „Berliner klinische Wochenschrift”.

## Dorobek naukowy
W 1849 roku przedstawił jeden z pierwszych opisów anemii złośliwej. W 1851 roku opisał ideę biopsji diagnostycznej. Uważany jest za pioniera na polach diagnostyki patologicznej i ilustracji medycznych.
Zajmował się także entomologią i arachnologią. Na jego cześć nazwano rodzaj Lebertia.

## Wybrane prace
- Physiologie pathologique. 2 Bände und Atlas. Paris, Baillière, 1845.
- Ueber Gehirnabscesse. [Virchows] Archiv für pathologische Anatomie und Physiologie und für klinische Medicin, Berlin, 1856, 10: 78–109, 352–400, 426–468.
- Traité d’anatomie pathologique générale et spéciale. 2 Bände. Paris, Baillière, 1857 and 1861.
- Handbuch der praktischen Medicin. 2 Bände. Tübingen, 1855, 1856.
- Handbuch der allgemeinen Pathologie und Therapie. Tübingen, 1865.
- Quelques expériences sur la transmission par inoculation des tubercules. Bulletin de l’Académie de médecine, Paris, 1866, 32: 119–151.
- Grundzüge der ärztlichen Praxis. 3 Lieferungen. 1866.
- Traité pratique des maladies scrofuleuses et tuberculeuses, Paris, 1849. (dt. Übers. von Reinhold Köhler (1826–1873): Lehrbuch der Scrophel- und Tuberkelkrankheiten. 1851.)
- Traité pratique des maladies cancéreuses. Paris, 1851
- Beiträge zur Casuistik der Herz- und Gefässkrankheiten im Puerperium[11] (1872)
- Klinik der Brustkrankheiten. 2 Bände. Tübingen, 1874
- Die Spinnen der Schweiz, ihr Bau, ihr Leben, ihre systematische Ubersicht. Neue Denkscher. schweiz. naturf. Ges. 27, s. 1–321 (1877)
- Die Krankheiten des Magens. Tübingen, 1878
- Die Krankheiten der Blut- und Lymphgefässe. [w:] (Rudolf Virchows) Handbuch der speciellen Pathologie und Therapie, Band 5, Teil 2: 1–152. 1. Aufl., Erlangen 1861 (6 Bände, Erlangen, 1854–1876)